# Guanylate de calcium
Le guanylate de calcium est un composé organique de formule Ca(C10H12O4N5PO4). C'est le sel de calcium de l'acide guanylique. Il est présent dans toutes les cellules vivantes car c'est un constituant de l'ARN. Il est préparé à partir d'extrait de levure ou de poisson.
Il est utilisé comme exhausteur de goût (numéro E629), notamment dans les produits à faible teneur en sel.